# Record Collectors' Magazine

Record Collectors' Magazine (レコード・コレクターズ) est un mensuel japonais publié depuis 1982 par Music Magazine Inc. Il est souvent abrégé en Recocole.

## Aperçu
Il a d'abord été publié en tant que bimensuel avec Music Magazine en 1982. Il deviendra plus tard un mensuel indépendant.
Le magazine se consacre en particulier aux rééditions d'albums et aux critiques de ces rééditions.

## Rédacteurs en chef
- Toyo Nakamura (de 1982 à avril 1989).
- Hiroaki Wakiya (de mai 1989 à avril 1993).
- Terada Masanori (de mai 1993 à septembre 2011).
- Yuki Sato (depuis octobre 2011).